# Харачойское сельское поселение
Харачойское се́льское поселе́ние — муниципальное образование в Веденском районе Чечни Российской Федерации.
Административный центр — село Харачой.

## История
Статус и границы сельского поселения установлены Законом Чеченской Республики от 20 февраля 2009 года № 14-РЗ «Об образовании муниципального образования Веденский район и муниципальных образований, входящих в его состав, установлении их границ и наделении их соответствующим статусом муниципального района и сельского поселения».

## Население
| 2010 | 2012 | 2013 | 2014 | 2015 | 2016 | 2017 |
| ---- | ---- | ---- | ---- | ---- | ---- | ---- |
| 762  | ↗775 | ↗782 | ↗807 | ↗817 | ↗826 | ↗840 |
| 2018 | 2019 | 2020 | 2021 | 2023 | 2024 |      |
| ↗855 | ↗869 | ↘866 | ↗942 | ↗969 | ↗988 |      |

## Состав сельского поселения
| № | Населённый пункт | Тип населённого пункта       | Население |
| - | ---------------- | ---------------------------- | --------- |
| 1 | Харачой          | село, административный центр | ↗988      |